# Aurvandill
Aurvandill (altnordisch Aurvandill; altenglisch Ēarendel; langobardisch Auriwandalo; althochdeutsch Orentil, Erentil; mittellateinisch Horuuendillus) ist in der nordischen Mythologie ein Held, der nur am Rande in der Edda erwähnt wird. Gemäß der Skáldskaparmál hat ihn der Gott Thor aus den eisigen Flüssen des Élivágar gerettet und in einem Korb auf dem Rücken getragen. Dabei hat aber eine Zehe von Aurvandill aus dem Korb geschaut und ist deswegen abgefroren. Thor hat diese dann abgebrochen und in den Himmel geworfen, wo sie seither als der Stern Aurvandils tá leuchtet. Diese Geschichte erzählte Thor selbst der Zauberin Gróa, der Frau des Aurvandill. Vor Freude vergaß sie jedoch die Zaubersprüche, die Thor von einer Verletzung heilen sollten.
Beim Dänen Saxo Grammaticus ist Horwendillus der Vater von Amlethus, dem literarischen Vorbild von Shakespeares Hamlet.

## Etymologie
In der angelsächsischen Tradition wird in Glossen das Wort earendel mit „Glanz“ und „Morgenstern“ übersetzt. Auf die letztere Deutung weist auch die Etymologie des Namens hin. Germanisch *Auza-wandilaz leitet sich aus idg. *h2eus- „leuchten“ ab, dazu vergleichen sich im ersten Namensglied auch altindisch Uśanā, altgriechisch Heōios und Heōsphoros sowie lettisch Auseklis, alles Namen des Morgensternes. Das angelsächsische Gedicht Christ I nennt Éarendel den glänzendsten der Engel und greift damit ein Bild der adventlichen O-Antiphonen auf, das Jesus Christus mit dem Morgenstern vergleicht.
Eine gotische Variante auzandil (ohne die zu erwartende Endung -s) erscheint in einem 2009 entdeckten Palimpsest als Übertragung von altgriechisch ἑωσφόρος Eosphoros in Jesaja 14,12  – die fragliche Stelle ist allerdings nicht eindeutig lesbar.

## Rezeption
Im deutschen Sprachraum ist Orendel der Hauptheld eines Kreuzritterromanes und wird im Heldenbuch „erster der Helden“ genannt, ein möglicher Hinweis auf den Morgenstern als erster Vorkämpfer des Tages. Die mittelalterliche Überlieferung ist aber bereits so stark umgebildet worden, dass sie kaum mehr für Vergleiche hinzugezogen werden kann.
Bei J. R. R. Tolkien ist Earendil der Seefahrer ein Halbelb, der mit seinem Schiff und einem glänzenden Edelstein von den Göttern an den Himmel gesetzt wurde und als Morgen- und Abendstern erscheint. Zwei Zeilen des Gedichtes Christ I beeinflussten die Entwicklung der Mythologie zu der Fantasiewelt Mittelerde: altenglisch Eala Earendel engla beorhtast ofer middangeard monnum sended, deutsch ‚Heil Earendel, hellster der Engel, über Mittgard den Menschen entsandt‘, englisch Hail Earendel, brightest of angels, above Middle-earth sent unto men. Denn ein hiervon abgeleiteter Ausspruch findet sich in seiner Trilogie Der Herr der Ringe wieder, als der Hobbit Frodo in der Dunkelheit in der elbischen Sprache Quenya ausruft: „Aiya Earendil Elenion Ancalima!“ – ‚Heil, Earendil, hellster der Sterne!‘, was eine Flüssigkeit in der Phiole, die er in der Hand trägt zum Erleuchten bringt. Ein weiteres Vorkommen findet sich neben der Erzählung über Earendil und Elwing im Silmarillion in Tolkiens Gedicht The Voyage of Éarendel the Evening Star aus dem Jahr 1914.